# Largus californicus
Largus californicus är en insektsart som först beskrevs av Van Duzee 1923.  Largus californicus ingår i släktet Largus och familjen Largidae. Inga underarter finns listade i Catalogue of Life.